# 西蒙·斯特芬广场

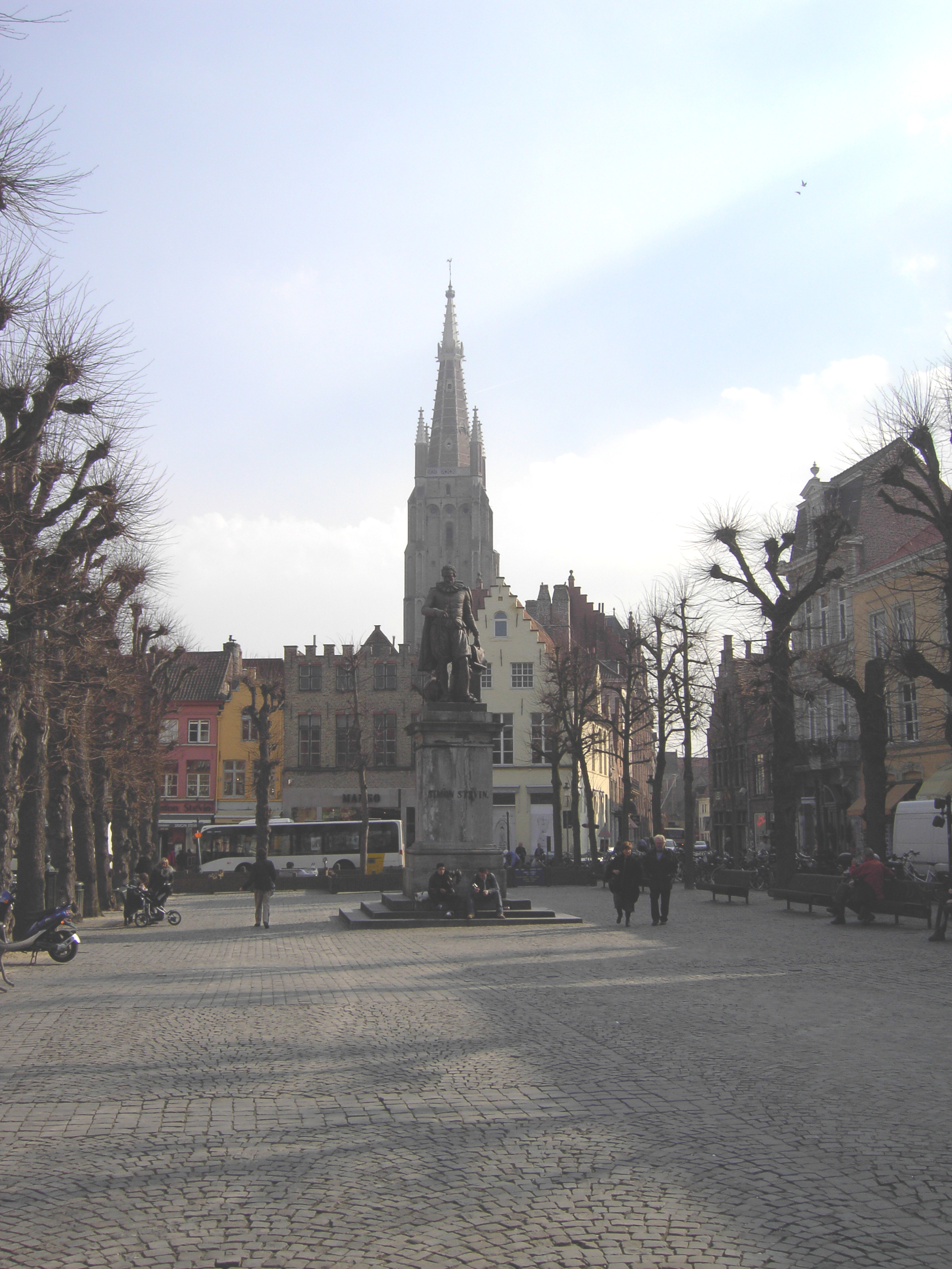
西蒙·斯特芬广场

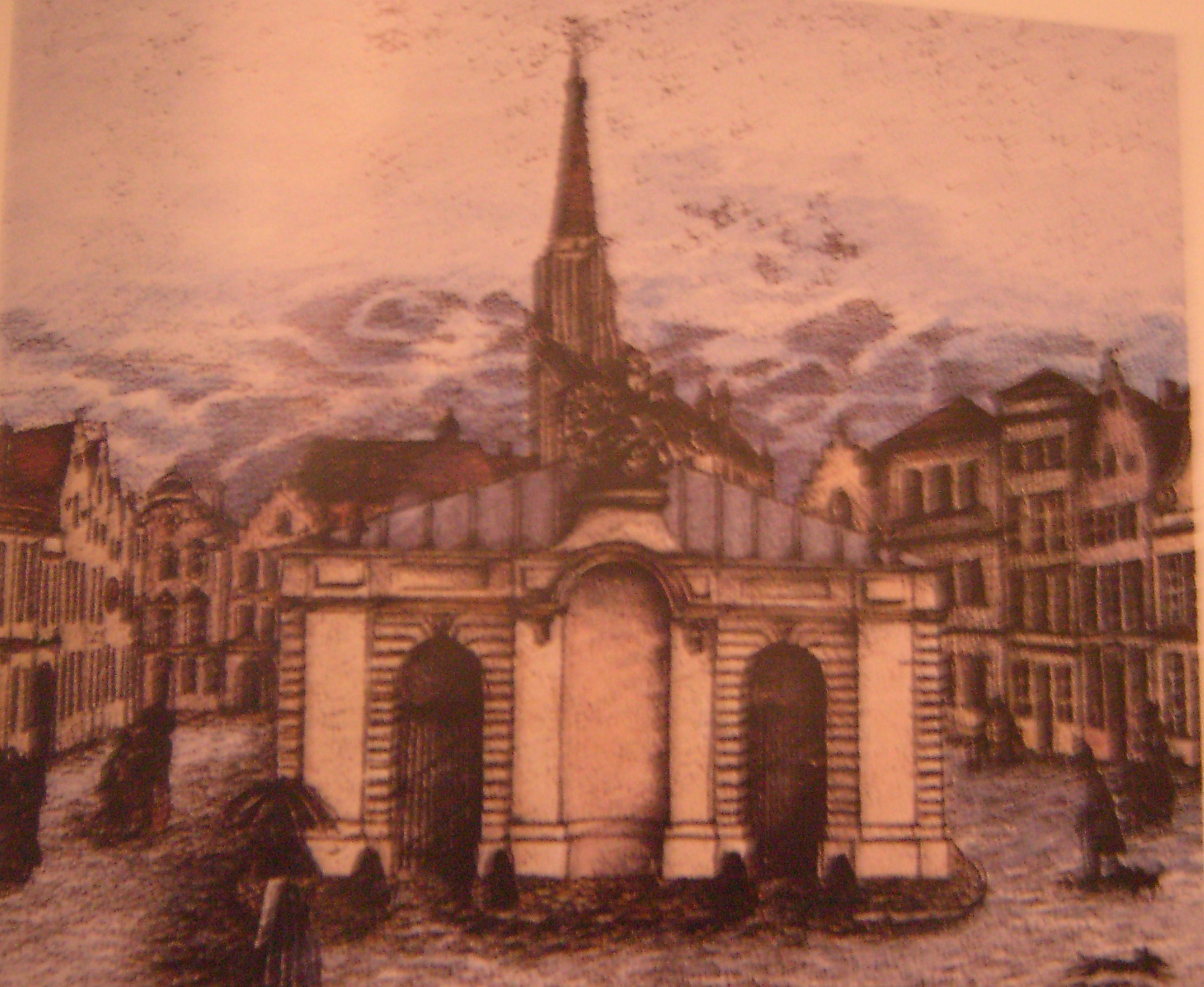
西蒙·斯特芬广场西肉店

西蒙·斯特芬广场（Simon Stevinplein）是布鲁日的一个广场，介于石街（Steenstraat）和老城堡（Oude Burg）之间。广场上矗立着数学家和物理学家西蒙·斯特芬雕像。

## 西肉店
自从14世纪初，西肉店或大肉店就出现在这个广场。此前肉类是在布鲁日钟楼大厅内买卖。18世纪，西肉店加上了古典风格的立面。它位于通往科特赖克和根特的道路附近。1819年，西肉店被购买并拆除，改建为今天的广场，并种植了树木。

## 圣体小堂
1700年，广场西侧曾建有圣体小堂（Heilig Sacramentskapel），但是在1799年出售并拆除。目前此处成为一家巧克力店。

## 雕像
自从1827年，此处被称为西蒙·斯特芬广场。斯特芬雕像揭幕仪式在1846年7月26日。但是欧仁·西蒙尼斯创作的铜像尚未完成，于是先采用了涂上青铜色的石膏雕像，铜像在1847年9月才完成安放。
从20世纪下半叶，广场主要用于娱乐功能，年底是一个圣诞市场。

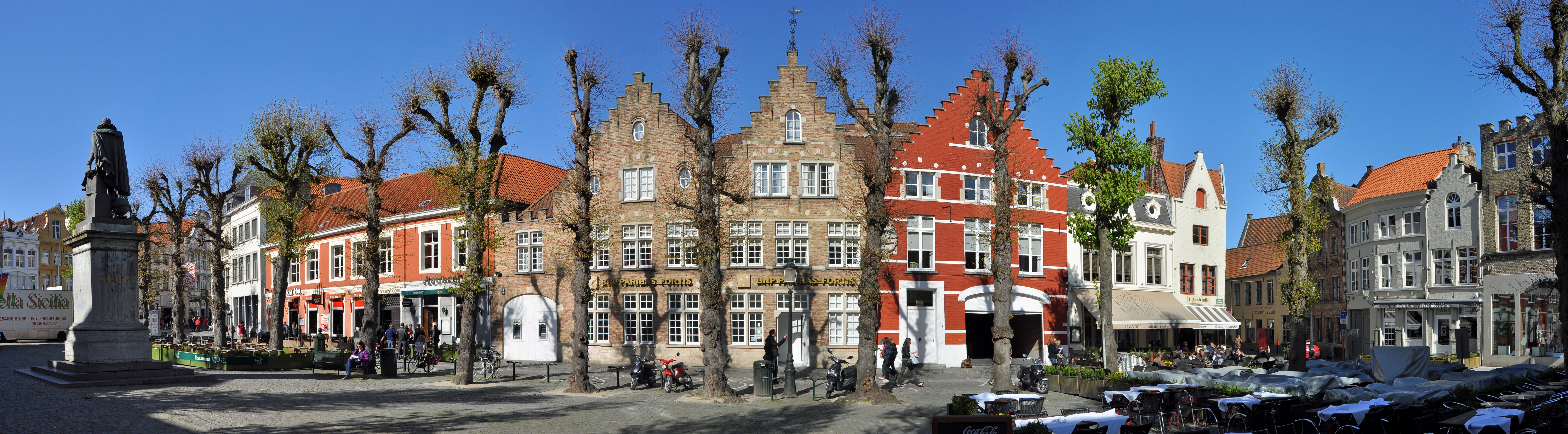